# 顺德府文庙
顺德府文庙，位于中国河北省邢台市市内，是原来顺德府的文庙。顺德府文庙大成殿为邢台市的一个省级文物保护单位，类型为古建筑，公布时间为1993年7月15日，历史年代为明代。

## 简介
《顺德府志》记载：该文庙“建自唐，寻废”。唐朝初年，邢台已为上州，按照朝廷的规定，必须建立规模相应的文庙。该文庙在唐朝末年荒废，宋朝多次进行维修。元朝初年，忽必烈尊孔子，“诏修天下孔庙”。元朝至元十七年（1280年），顺德府文庙重修。明朝天顺四年（1460年）及成化六年（1470年），顺德府文庙大成殿先后两次由顺德府知府主持扩建。明朝正德元年（1506年），又兴建了文庙棂星门，并且添筑甃泮池石桥。明朝万历十一年（1583年），进士出身的嵩县人王守诚出任顺德府知府，到任后很快倡议“拓地扩修文庙”，加筑了文庙四周围墙。清朝雍正十三年（1735年），在文庙棂星门左右两侧增建门楼。
顺德府文庙的原有建筑中，除了大成殿保存基本完好之外，其他均已被毁。2000年，大成殿迁建至达活泉公园内，殿内空空荡荡，常年闭门，门上也无匾额。2012年2月，邢台市决定修复顺德府文庙并重塑殿内圣像，由邢台市文广新局、文物管理处具体负责。2012年4月5日，邢台市政府召开文庙大成殿修复建设工程协调会。2012年8月12日，山东省曲阜市文物局的专家及技术人员来到邢台市进行修复工作，在大成殿内重塑了一圣、四配、十二哲的塑像，并在大成殿内绘制36幅孔子圣迹图，按照曲阜孔庙的规制改造了现存的大成殿月台台阶，重建了雕龙石刻。2012年11月，举行了文庙大成殿修复暨圣像落成庆典。